# Старр (округ, Техас)
Шаблон:StateAbbr_ 26°34′ пн. ш. 98°44′ зх. д. / 26.57° пн. ш. 98.73° зх. д.
Округ  Старр (англ. Starr County) — округ (графство) у штаті  Техас, США. Ідентифікатор округу 48427.

## Історія
Округ утворений 1848 року.

## Демографія
За даними перепису 2000 року загальне населення округу становило 53597 осіб, зокрема міського населення було 42197, а сільського — 11400. Серед мешканців округу чоловіків було 25993, а жінок — 27604. В окрузі було 14410 домогосподарств, 12663 родин, які мешкали в 17589 будинках. Середній розмір родини становив 4,01.
Віковий розподіл населення поданий у таблиці:
| Стать    | До 15 років | 15-21 | 22-29 | 30-39 | 40-49 | 50-65 | 65-85 | Понад 85 |
| -------- | ----------- | ----- | ----- | ----- | ----- | ----- | ----- | -------- |
| Чоловіки | 8635        | 3434  | 2942  | 3481  | 2828  | 2757  | 1765  | 151      |
| Жінки    | 8161        | 3383  | 3270  | 3939  | 3096  | 3272  | 2226  | 257      |

## Суміжні округи
- Джим-Гогг — північ
- Брукс — північний схід
- Ідальго — схід
- Camargo Municipality, Tamaulipas[en], Мексика — південь
- Gustavo Díaz Ordaz, Tamaulipas[en], Тамауліпас, Мексика — південь
- Mier Municipality[en], Тамауліпас, Мексика — південний захід
- Miguel Alemán Municipality[en], Тамауліпас, Мексика — південний захід
- Guerrero Municipality, Tamaulipas[en] — південний захід
- Сапата — захід

## Виноски
1. ↑  Texas State Historical Association, Barkley R. R., Tyler R. C. Handbook of Texas — Texas State Historical Association, 1952. — ISBN 978-0-87611-151-2
2. ↑  U.S. Decennial Census. United States Census Bureau. Архів оригіналу за 26 квітня 2015. Процитовано 10 травня 2015.
3. ↑  Texas Almanac: Population History of Counties from 1850–2010 (PDF). Texas Almanac. Архів (PDF) оригіналу за 26 лютого 2015. Процитовано 10 травня 2015.
4. ↑  State & County QuickFacts. United States Census Bureau. Архів оригіналу за 18 жовтня 2011. Процитовано 24 грудня 2013. [Архівовано 2016-02-24 у Wayback Machine.](англ.) Наведено за англійською вікіпедією.
5. ↑  American FactFinder. Бюро перепису населення США. Архів оригіналу за 26 лютого 2012. Процитовано 31 січня 2008. [Архівовано 2008-05-21 у Wayback Machine.]

| США | Це незавершена стаття з географії США. Ви можете допомогти проєкту, виправивши або дописавши її. |